# Verwaltungsgemeinschaft Kaltenborn
Die Verwaltungsgemeinschaft Kaltenborn mit Sitz in Riestedt im Landkreis Sangerhausen in Sachsen-Anhalt (Deutschland) war der verwaltungspolitische Zusammenschluss nachstehender Gemeinden:
- Beyernaumburg (mit Ortsteil Othal)
- Blankenheim (mit Ortsteil Klosterrode)
- Emseloh
- Holdenstedt
- Liedersdorf
- Riestedt
- Sotterhausen

Am 4. März 2005 wurde die Verwaltungsgemeinschaft Kaltenborn mit der Verwaltungsgemeinschaft Allstedt zur Verwaltungsgemeinschaft Allstedt-Kaltenborn zusammengeschlossen.

## Geschichte
Der Name Kaltenborn leitet sich vom Augustinerchorherrenstift ab, das hier ab 1118 errichtet wurde und nach der Quelle eines kleinen Baches benannt wurde. Es wurde im Bauernkrieg 1525 teilweise zerstört und im Zuge der Reformation 1538 aufgehoben. Teile der Grundmauern des Klostergebäudes bestanden noch bis 1945. Auch gab es einen Gedenkstein. In der Nähe des Klosters an der Heerstraße entstand das Rittergut Emseloh, das im 19. Jahrhundert in Kaltenborn umbenannt wurde. Aus der Klosterzeit gibt es noch die sogenannte „Alte Brauerei“, errichtet 1492. Das Herrenhaus ist aus dem Jahr 1565. Andere Gebäude stammen aus dem 19. und 20. Jahrhundert. Der letzte Eigentümer war Hermann Fauser.
1945 wurde das Gut von der sowjetischen Besatzungsmacht enteignet, die Ländereien zunächst aufgeteilt, dann in eine Landwirtschaftliche Produktionsgenossenschaft eingebracht. Das Herrenhaus erlitt eine Reihe von Änderungen inklusive an der Fassade, auch die Mansarden beseitigt. Zurzeit befindet sich hier die Bürgermeisterei von Emseloh.